# کریستف کربرات
کریستف کربرات (انگلیسی: Christophe Kerbrat؛ زادهٔ ۲ اوت ۱۹۸۶) بازیکن فوتبال اهل فرانسه است که در پست مدافع بازی می‌کند.
از باشگاه‌هایی که در آن بازی کرده‌است می‌توان به باشگاه فوتبال گنگام اشاره کرد.